# Abaúj-Torna
Abaúj-Torna (hongrois : Abaúj-Torna ou Abaúj-Torna vármegye ; allemand : Abaujwar-Tornau ; latin : Comitatus Abaujvariensis et Tornensis ou Comitatus Abaujvarisis et Tornensis ; slovaque : Abov-Turňa) est un ancien comitat du royaume de Hongrie durant les années 1786-1790, 1848-1859 et 1882-1918 par fusion des comitats de Abaúj et de Torna. Il avait pour chef-lieu Kassa (de nos jours, Košice).
Après le traité de Trianon en 1920, il est divisé en deux par la création de la frontière entre la Hongrie et la République tchécoslovaque : au nord le comitat de Košice et au sud celui d'Abaúj. De nos jours, l'ancien territoire du comitat est réparti entre la région de Košice en Slovaquie et le comitat hongrois de Borsod-Abaúj-Zemplén.

## Nom et attributs

### Toponymie
Les comitats d'Abaúj et Torna fusionnent en 1881. Selon le Dictionnaire Bouillet (1842-1878) : le comitat d'Abaúj  « tire son nom d'un vieux château fort [Abaújvár] dont il n'existe plus que des ruines. Il est couvert de montagnes qui recèlent du fer, du cuivre et de l'opale. » Abaújvár tire lui-même son nom du clan Aba, gens qui serait issue de la tribu kabare, laquelle avait rejoint les tribus magyares lors du Honfoglalás à la fin du IXe siècle. Le vieux château mentionné aurait été commandé par le roi Samuel Aba de Hongrie, qui a régné de 1041 à 1044. Le comitat de Torna tirait quant à lui son nom de la petite rivière - la Torna (Turňa) - qui le traverse.

### Héraldique
| Blason de Abaúj-Torna | Blason  | Inconnu.                                         |
| Blason de Abaúj-Torna | Détails | Le statut officiel du blason reste à déterminer. |

## Géographie

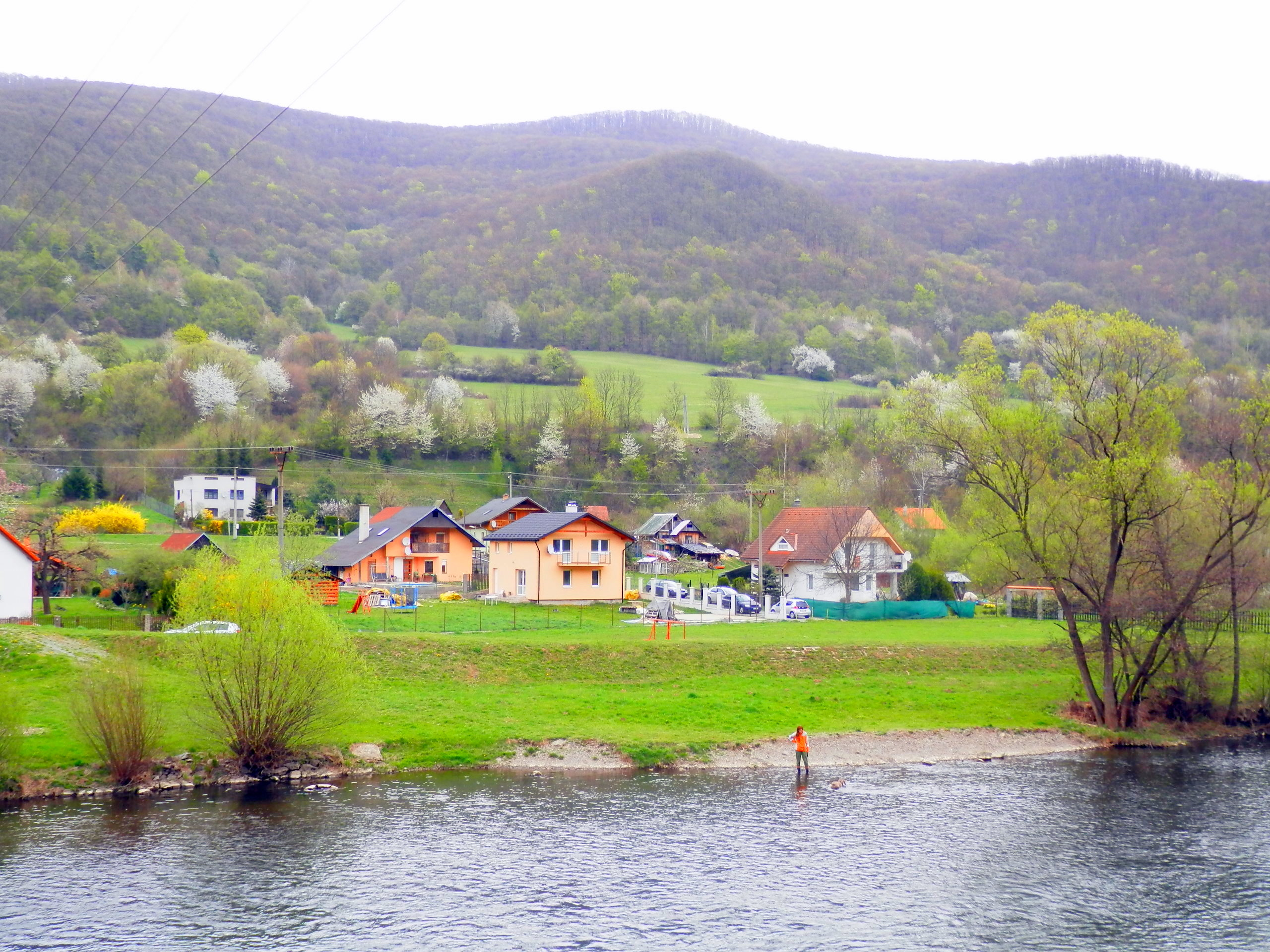
Le Hernád à Kisladna (aujourd'hui Malá Lodina).

En 1910, le comitat d'Abaúj-Torna était entouré au nord des comitats de Szepes et Sáros, à l'est de celui de Zemplén, au sud de ceux de Zemplén et Borsod et à l'ouest de celui de Gömör és Kis-Hont. Il occupait une superficie de 3 317 km2 pour 202 282 habitants et son territoire était traversé par deux cours d'eau : le Hernád (Hornád en slovaque) et le Bódva (Bodva).
Il s'agissait pour l'essentiel d'une région montagneuse, avec à l'est le massif de Sátor (ou massif de Prešov-Tokaj) relié au massif de Sóvár (avec comme point culminant le Nagy-Milic à 894 m, à la frontière avec le comitat de Zemplén) par le col de Dargó (473 m), à l'est de Kassa (Košice). Toujours à l'ouest de l'Abaúj-Torna : le début des monts Métallifères de Gömör–Szepes et leurs sommets calcaires. Au nord s'étendaient d'une part le massif de Szolmonok-Kassa, célèbre pour ses minerais et dominé par le Nagy-Csükerész (1187 m) et le Kloptanya (1153 m), et d'autre part le massif de Torna, connu pour ses grottes karstiques. Le sud du comitat était beaucoup moins élevé (limité aux 321 m des monts du Cserehát) et marqué par la jonction vers Kassa entre la vallée du Hernád et l'Alföld.

## Histoire

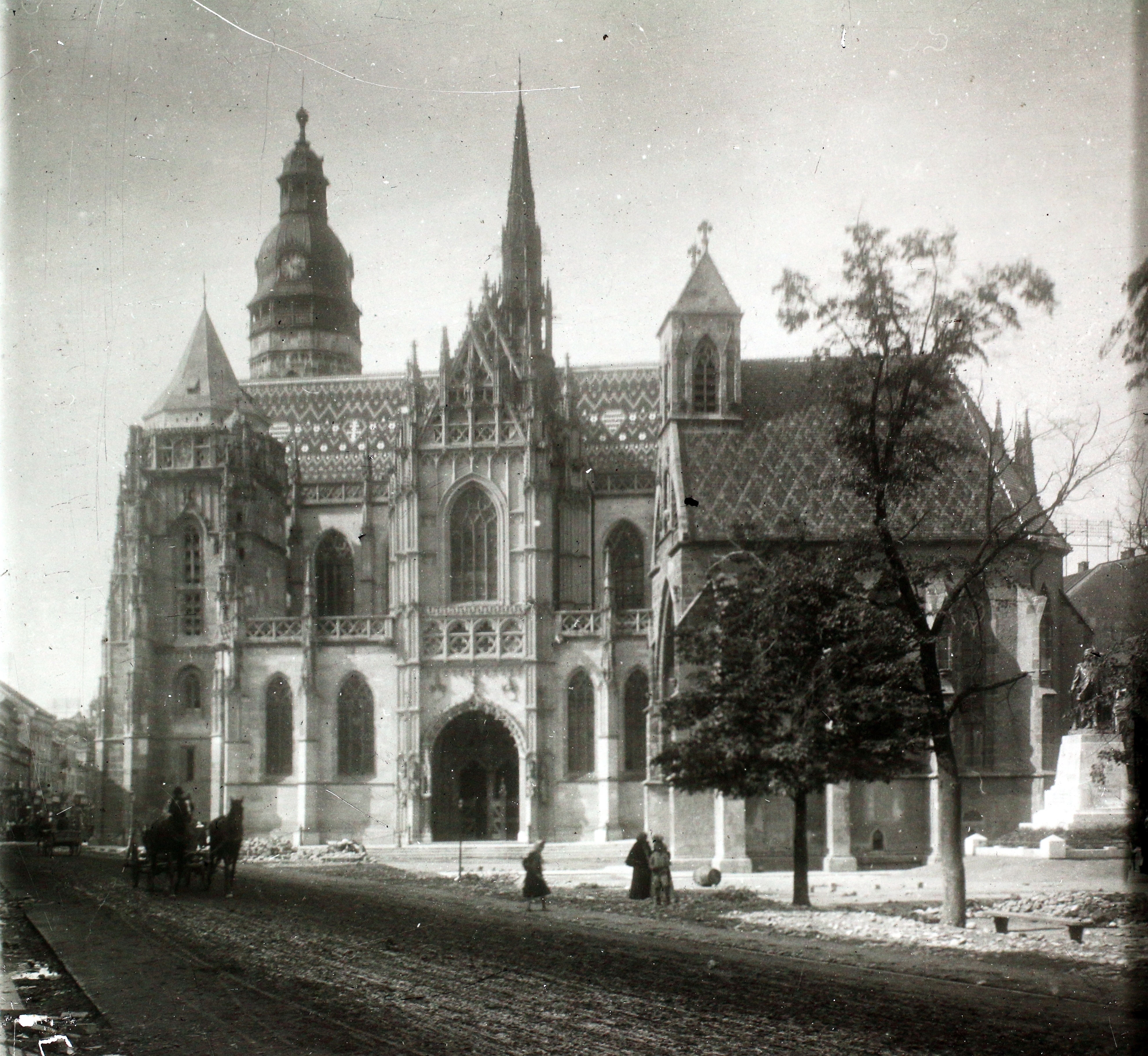
Cathédrale Sainte-Élisabeth de Kassa en 1910.

Abaúj-Torna est créé par la loi n° LXIV de l'année 1881 par la fusion des comitats d'Abaúj et Torna (excepté quelques localités rattachées au comitat de Gömör és Kis-Hont). Ses limites fluctueront légèrement durant la décennie 1880, avec notamment l'annexion de la commune de Szent-Jakab en 1884 (auparavant dans le comitat de Borsod), ainsi que le détachement de Erdőhorváti, Komlóska et Háromhuta (Regéc) en faveur du comitat de Zemplén. 
À la fin de la Première Guerre mondiale, alors que l'Autriche-Hongrie, défaite, commence à imploser, Győző Dvortsák (Viktor Dvorčák) proclame le 11 décembre 1918 la République de la Slovaquie orientale, qu'il souhaite maintenir dans un rapport pacifié avec la Hongrie. L'initiative est de courte durée car les troupes tchèques occupent Kassa (Košice) le 29 décembre 1918. En mars 1919, une révolution communiste éclate à Budapest et la république des conseils de Hongrie est proclamée le 17 mars 1919. Celle-ci tente alors de récupérer les territoires de l'ancien royaume hongrois occupés par les armées étrangères. Les troupes hongroises réoccupent l'Est de la Slovaquie et déclarent le 6 juin 1919 à Prešov la République slovaque des conseils. Cet État éphémère s'effondre rapidement et le 5 juillet 1919 les troupes tchécoslovaques reprennent le contrôle de la ville puis de la région. 
| \| Košice Miskolc Prešov Oujhorod Rimavská Sobota Nyíregyháza Eger Borsod-Abaúj-Zemplén Région de Košice Szabolcs-Szatmár-Bereg Hajdú-Bihar Heves Hongrie Ukraine Slovaquie Veľký Milič · / Nagy-Milic \| Le comitat d'Abaúj-Torna dans la Hongrie et Slovaquie contemporaines. |
| Košice Miskolc Prešov Oujhorod Rimavská Sobota Nyíregyháza Eger Borsod-Abaúj-Zemplén Région de Košice Szabolcs-Szatmár-Bereg Hajdú-Bihar Heves Hongrie Ukraine Slovaquie Veľký Milič · / Nagy-Milic                                                                             |

Le traité de Trianon de 1920 confirme la séparation de l'ancien comitat d'Abaúj-Torna en deux parties : une tchécoslovaque (correspondant peu ou prou au Torna) et une hongroise (Abaúj). Côté tchécoslovaque, les trois anciens comitats du nord-est (Abaúj-Torna, Sáros et Zemplén) forment entre 1923 et 1927 le comitat de Košice (Košická župa), avant la partition de la Tchécoslovaquie en quatre provinces (kraj) : la Tchéquie, la Moravie, la Slovaquie et la Ruthénie. Désormais intégrée dans la province de Slovaquie dont la capitale devient Bratislava, les anciens comitats d'Abaúj-Torna et Košice se transforment progressivement en espaces périphériques. Quant à la partie restée hongroise, réduite à 1690 km² et 92358 habitants, elle perd encore une dizaine de localités durant l'entre-deux-guerres au bénéfice du Zemplén. Sous-équipé et désorganisé, le comitat change de chef-lieu à plusieurs reprises et fusionne entièrement avec le comitat de Zemplén par le décret ministériel 149.218 de 1923. 
À la suite des accords de Munich en 1938, les Tchécoslovaques sont contraints d'accepter le rattachement à l'Allemagne nazie des régions habitées majoritairement par les Allemands.  Affaiblie, la Tchécoslovaquie n'est pas en mesure d'empêcher le Premier arbitrage de Vienne par lequel le Troisième Reich restitue à la Hongrie les régions peuplées majoritairement par des minorités magyarophones, dont une bonne partie de l'ancien comitat d'Abaúj-Torna et Kassa qui récupère son rôle de chef-lieu. Après la Seconde Guerre mondiale, les reconquêtes hongroises sont de nouveau annulées. Lors de la réforme de l'organisation comitale de 1950, les comitats d'Abaúj, Borsod-Gömör et Zemplén fusionnent pour former le comitat de Borsod-Abaúj-Zemplén.

## Population

### Composition ethno-linguistique avant 1920

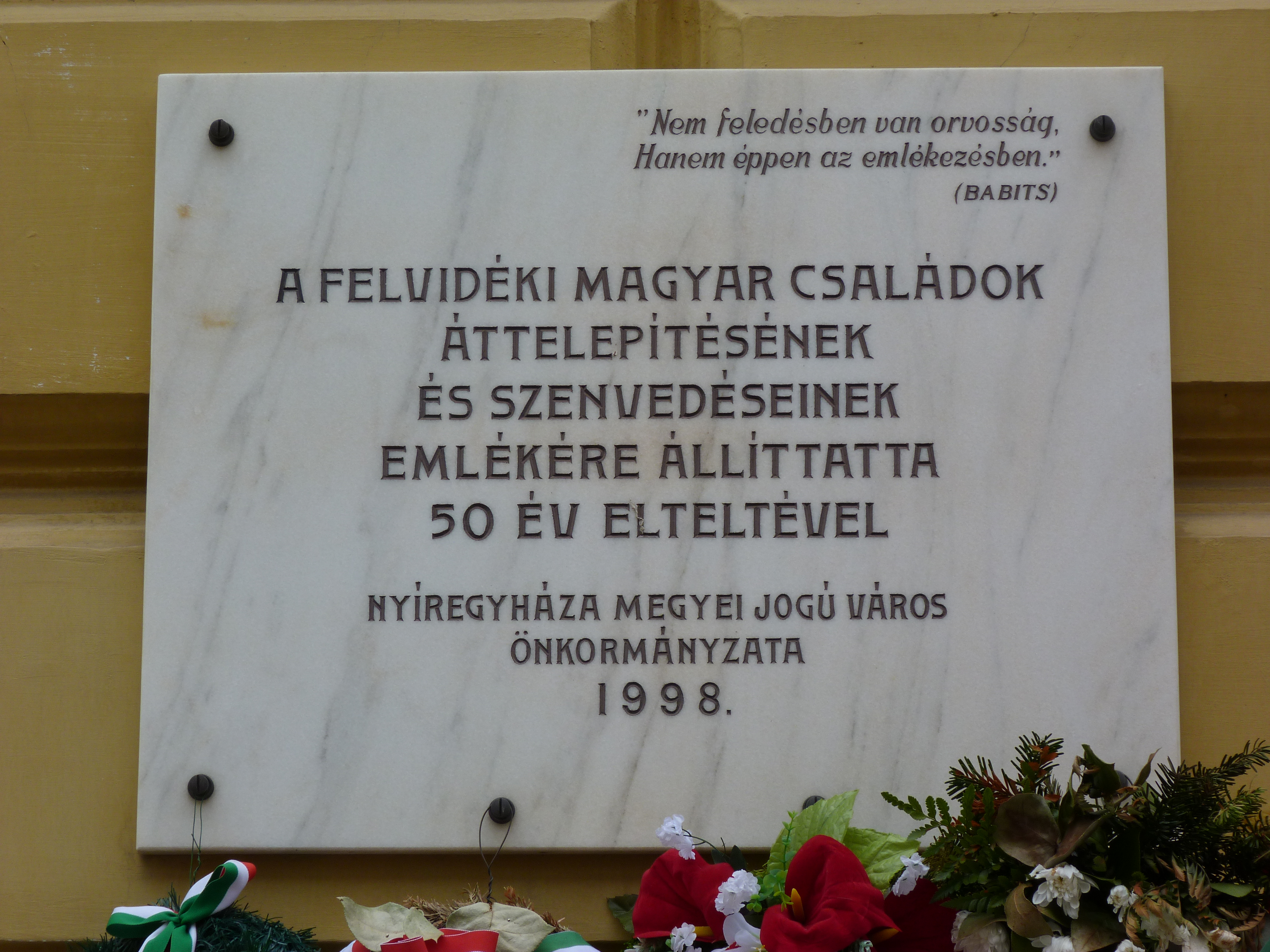
Plaque commémorative à Nyíregyháza, en souvenir de l'expulsion de 400 000 Hongrois de Slovaquie en Hongrie dans les années 1945-1948 dans le cadre des « décrets Beneš ».

Répartition ethnique de la population selon les recensements :
| Année | Slovaques | Hongrois | Allemands | Ruthènes | Roms | Autres | Inconnu | Ensemble |
| ----- | --------- | -------- | --------- | -------- | ---- | ------ | ------- | -------- |
| 1891  | 48 240    | 119 526  | 10 010    | 249      | 0    | 0      | 0       | 179 884  |
| 1910  | 36 067    | 156 668  | 6 520     | 387      | 0    | 0      | 0       | 202 282  |
| 1941  | 18 879    | 203 438  | 904       | 256      | 623  | 2 656  | 105     | 226 861  |

## Organisation administrative

### Districts
- District de Cserehát ; chef-lieu : Szepsi (actuelle Moldava nad Bodvou)
- District de Füzér ; chef-lieu : Hernádzsadány (actuelle Ždaňa)
- District de Gönc ; chef-lieu : Abaújszántó
- District de Kassa ; chef-lieu : Kassa (actuelle Košice)
- District de Szikszó ; chef-lieu : Szikszó
- District de Torna ; chef-lieu : Torna (actuelle Turňa nad Bodvou)